# Anelaphus vernus
Anelaphus vernus là một loài bọ cánh cứng trong họ Cerambycidae.